# ブルジェツラフ - ブルノ線
ブルジェツラフ - ブルノ線（チェコ語: Železniční trať Břeclav–Brno）は、チェコ国鉄の鉄道線の名称である。路線番号は、フストペチェ - ブルノ - チシノフ間およびジドロホヴィツェ方面の支線が251、クーティ - ブルジェツラフ - シャクヴィツェ間が252。ドイツ・チェコとオーストリア・スロヴァキア・ハンガリーを結ぶ国際幹線としての役割を担っている。

## 歴史
皇帝フェルディナント北部鉄道（k.k. priv. Kaiser Ferdinands-Nordbahn, KFNB）は1839年7月7日ルンデンブルク（現在ブジェツラフ） - ブリュン（現在ブルノ）区間を開通した。蒸気機関車「モラヴィア号」の試運転が実行された後に、1838年12月15日ブリュン - ライゲルン（現在ライフラド）間がまず開業された。そのことで、この路線はチェコで最古の鉄道路線となった。開通当時、ブルノ駅は都心から近い頭端式の駅（Kopfbahnhof）で接近は容易くて便利であった。スヴラットカ川の高架橋はカール・フォン・ゲーガの監督下で建設された。その鉄道橋は72個のアーチで構成されて、技術的な傑作品と評価されている。ウィーン - ブルノ区間の2番目の幹線は1870年オーストリア＝ハンガリー国家鉄道により開通されて、この路線の競争路線となった。
1885年にブルノ～チシノフ間がオーストリア国鉄により開業した。
1894年、シャクヴィツェ - フストペチェ間が、フストペチェ地方鉄道の路線として開業した。
1895年にフルショヴァニ - ジドロホヴィツェ間が皇帝フェルディナント北部鉄道により開業した。
1906年オーストリア帝国鉄道はこの路線を、オーストリア北部鉄道など他のKFNB路線と共に引き受けた。
チェコスロバキア共和国が樹立された以後、国営鉄道は国内のオーストリア帝国鉄道の路線を引き受け、この路線も1918年国営鉄道の所属となった。架空電車線は1967年設置され、この路線で電気運転が実現された。
1993年1月1日ブルジェツラフ - ブルノ線はチェコスロバキアの解体によりチェコ鉄道に引き受けられた。2003年この路線の運営機関はチェコ鉄道の上下分離方式によりチェコ鉄道公団に変更された。この路線の運行速度を200 km/hまで向上する目的で、ヨーロッパ列車制御システムの導入が計画された。
2019年度に限り、ブルノ市内、モドルジツェ - ジデニツェ間の運行ルートが変更となった。ブルノ本駅を経由していたのが、ブルノ下駅経由に変更された。
フルショヴァニ - ジドロホヴィツェ間は一旦廃止されたが、2019年末に路線復活し、運行を再開した。

### 路線番号の変遷
- 2019年以前：
250　ランジホト（スロバキア国境） - シャクヴィツェ - チシノフ
254　フストペチェ - シャクヴィツェ
- 2020年度：
251　ヴラノヴィツェ - フルショヴァニ - チシノフ、ジドロホヴィツェ - フルショヴァニ
252　ランジホト（スロバキア国境） - シャクヴィツェ - ヴラノヴィツェ
254　フストペチェ - シャクヴィツェ
- 2021年度：
251　フストペチェ - シャクヴィツェ - フルショヴァニ - チシノフ、ジドロホヴィツェ - フルショヴァニ
252　ランジホト（スロバキア国境） - シャクヴィツェ

## 運行形態[1]
ブルジェツラフ以南のみを運行する列車はスロバキア国鉄110号線の項目を参照。地域輸送の場合、南モラヴィア州総合運輸システム（Integrovaný dopravní systém Jihomoravského kraje, IDS JMK）が運賃制を担当する。

### 寝台特急「ナイトジェット」
- ナイトジェット号：　ベルリン - ブルノ - ブルジェツラフ - ブダペスト / グラーツ
一日1往復の運行。ブルノ以北は260号線に直通する。ブルジェツラフでブダペスト方面とグラーツ方面で車両が分かれ、ブダペスト方面の車両はメトロポル号に併結されてスロバキア国鉄110号線に直通し、グラーツ方面の車両はオーストリア国鉄901号線に直通する。
2024年度に運行を開始した。

### 超特急「レイルジェット(railjet)」
- ヴィンドボナ号：　プラハ～ブルノ～ブルジェツラフ～ウィーン～グラーツ
2時間に1本運行している。ブルノ以北は260号線に、ブルジェツラフ以南はオーストリア国鉄901号線に直通する。プラハ～ブルジェツラウ間は、下のECと合わせて1時間ヘッドになる様なダイヤが組まれている。
過去の運行形態
2019年度に限り、ブルノ下駅を経由していた。
2020年春以降、ブルノ以北260号線に直通する様になった[8]。ほとんどの列車が、クラーロヴォ・ポレに停車し、クラーロヴォ・ポレからコリーンまでノンストップであった。
2023年7月以降再び260号線経由に振り替えられた[9]。

- メトロポリタン・スロヴェンスカー・ストレラ号：　プラハ - ブルノ - クーティ - ブラチスラヴァ
一日1往復の運行。ブルノ以北は260号線に、クーティ以南はスロバキア国鉄110号線に直通する。
過去の運行形態
2018年以前、「ブルニェンスキー・ドラク」の愛称で、プラハ - ブルジェツラフ間に平日・土曜に限り一日1往復運行していた。
2019年度以降、ブルノ以北に短縮され、ブルジェツラフへの乗り入れは休止された。
2023年度に、一日1往復の運行で復活。当初は250号線経由で、クラーロヴォ・ポレにも停車していたが、2023年7月以降260号線経由に振り替えられた[9]。
2025年度より、ブラチスラヴァまで延伸され、愛称名も「メトロポリタン・スロヴェンスカー・ストレラ」に変更となった。

### 超特急「ユーロシティ(EC)」
- フンガリア号：　ハンブルク - ブルノ - クーティ - ブダペスト
- メトロポリタン号：　プラハ - ブルノ - クーティ - ブダペスト
- メトロポリタン・スロヴェンスカー・ストレラ号：　プラハ - ブルノ - クーティ - ブラチスラヴァ
2時間に1本運行している。ブルノ以北は260号線に、クーティ以南はスロバキア国鉄110号線に直通する。プラハ～ブルノ間は、上のRJと合わせて1時間ヘッドになる様なダイヤが組まれている。2017年末より、「メトロポリタン」の愛称がつけられた。
過去の運行形態
2019年度に限り、ブルノ下駅を経由していた。
2020年度に、ブラチスラヴァ発着便に限りクーティ通過となった。また2020年4月より、250号線経由のルートとなり、クラーロヴォ・ポレは全列車停車となった[8]。
2023年度に、一日1往復に限りクラーロヴォ・ポレ通過となり、クーティは全列車停車となった。2023年7月以降再び260号線経由に振り替えられた[9]。

- バートホリ号：　ワルシャワ - ブルジェツラフ - クーティ - ブダペスト
一日1往復の運行。ブルジェツラフ以北は330号線に、クーティ以南はスロバキア国鉄110号線に直通する。
2015年12月に、ヴァルソヴィア号として運行を開始した。2018年末より、現在の愛称名で運行している。2019年度に限り、ブルノ下駅を経由していた。

### 超特急「インターシティ(IC)」
- メトロポル号：　プラハ - ブルノ - ブルジェツラフ ( - ブダペスト)
一日1往復運行している。ブルノ以北は260号線に直通し、ブルジェツラフ以南は寝台特急(EN)に連結されてブダペストまで直通し、クーティ以南はスロバキア国鉄110号線に直通する。
過去の運行形態
2017年末に設定され、2018年度は「メトロポリタン」の愛称名で運行していた。
2019年度に限り、ブルノ下駅を経由していた。
2021年春以降、ブルノ以北260号線に直通していた[8]。クラーロヴォ・ポレに停車し、クラーロヴォ・ポレからコリーンまでノンストップであった。
2023年7月以降再び260号線経由に振り替えられた[9]。

- 過去の運行系統
2016年度にも運行していた。それまでエクスプレス(Ex)として運行していたうちの一日1往復を格上げして設定された。「ズデニェク・フィビヒ」の愛称がつけられていた。2016年末に、早朝のブルジェツラフ→プラハの便はエクスプレス(Ex)に変更され、夕方のプラハ→ブルジェツラフの便はレギオジェット(RJ)に置き換えられた。

### 超特急「レギオジェット(RJ)」
下記2系統が運行している。
- プラハ - ブルノ - クーティ - ブラチスラヴァ/ジリナ/スプリト
一日4往復の運行。クーティ以南スロバキア国鉄110号線に直通する。日中4時間毎のパターンダイヤで運行している。
過去の運行形態
2016年末に運行を開始した。当初は一日2往復の運行で、また、クーティは全列車停車していた。
2018,19年度は一日3往復の運行であった。
2019年末に一日4往復に増発された。2020年春以降、ブルノ・ジデニツェ以北250号線に直通するルートとなった[8]。ジデニツェ以北は、チシノフも含め251号線内は全て通過していた。
2021年末よりクーティ通過となった。2021年夏より、一日2往復の減便された。
2023年度は一日3往復の運行となった。2023年7月以降、大部分が再び260号線経由に振り替えられ[9]、250号線経由は夏季のみ一日1往復の運行となった。
2024年度より、260号線経由に統一され、一日4往復に増発された。

- プラハ - ブルノ - ブルジェツラフ - ウィーン - ウィーン空港/ブダペスト
一日4往復、4時間間隔での運行。ブルジェツラフ以南はオーストリア国鉄901号線に直通する。
過去の運行形態
2017年末に運行を開始した。ジデニツェは全列車停車していた。
2020年春以降は、ブルノ・ジデニツェ以北260号線に直通するルートとなった[8]。
2023年7月以降再び260号線経由に振り替えられた[9]。
2024年度以降、ジデニツェ通過の列車が設定された。

- 過去の運行系統
  - プラハ - ブルノ - ブルジェツラフ - スタレー・ムニェスト
2017年度に限り、一日1往復が運行していた。ブルジェツラフ以東330号線に直通し、上下ともザイェチーに停車していた。
  - ブルノ - ブルジェツラフ - ウィーン - ウィーン空港
2022年12月から、2023年3月まで[10]、一日1往復運行していた。ブルジェツラフ以南はオーストリア国鉄901号線に直通していた。

### 超特急「エクスプレス(Ex)」
下記1系統が運行している。
- ゲパルト・エクスプレス号：　ウィーン空港 - ブルジェツラフ - ブルノ　　※ゲパルト・エクスプレス社による運行
一日1往復の運行。ブルジェツラフ以南はオーストリア国鉄901号線に直通する。
2024年度より運行を開始した。

### 特急「リフリーク(R)」
下記1系統が運行されている。
- モラヴァン号：　(クラーロヴォ・ポレ - ) ブルノ - ブルジェツラフ - オロモウツ
2時間に1本運行されている。ブルジェツラフ以東は330号線に直通する。朝・夕方は、ラクヴィツェにも停車する列車が増発される（平日2時間に1本、土曜日ブルノ行片道1本、日曜日ホドニーン行片道1本）。モドルジツェにも、一日1往復が停車する。
過去の運行形態
2015年以前は、リフリーク(R)が2時間に1本、快速が朝・夕方中心の運行であった。快速は、ラクヴィツェを通過し、モドルジツェに停車していた。
2015年末に、ホドニーン発着の1往復を除き、特別リフリーク(Rx)の種別に格上げされた。
2017年末に、再び全てリフリーク(R)の種別に戻った。また、ホドニーン発着の1往復が、251号線のクラーロヴォ・ポレまで直通する様になった。
2019年度に限り、ブルノ下駅発着となった。
2019年末に、ブルノ本駅発着に戻されたのと同時に、快速の大部分をモドルジツェ停車のまま特急に統合した。
2020年末に、モドルジツェ停車の列車がラクヴィツェにも停車する様になった一方、モドルジツェは一日1往復のみの停車となった。

- レギオジェット号：　クラーロヴォ・ポレ - ジデニツェ - ボフミーン　　※レギオジェット社による運行
毎時1本。ブルノ本駅以東は340号線経由で300号線に直通する。
2018年末に運行を開始した。2019年度は、2時間サイクルに2-3本の運行で、ジデニツェ駅に停車し、ジデニツェから340号線経由で300号線に直通していた。スレザン号を名乗っていた他、ボウゾフ号も乗り入れ、

- ヴィソチナ号：　ブルノ本駅 - チシノフ - プラハ
2時間に1本の運行。チシノフ以西は250号線に直通する。2024年春・夏に限り、運行を休止している。
2019年度に限り、ブルノ - クラーロヴォ・ポレ間運休していた。

### 快速「スピェシニー(Sp)」
下記、定期2系統、臨時2系統が運行されている。
- ペルンシテイン号：　ジヂャール～チシノフ～ブルノ本駅　【土曜・休日運行】
土曜・休日のみ、一日1往復の運行。ジヂャール～チシノフ間は256号線を経由する。ジデニツェにも停車する。
2019年度に限り、ブルノ下駅発着であった。

- ブルノ本駅 - ブルジェツラフ　【春・夏の土曜・休日運行】
季節限定で、一日4往復の運行。停車駅は列車により異なる。
2020年末に、朝のブルノ発ブルジェツラフ行と、夕方のブルジェツラフ発ブルノ行が、1本ずつ運行を開始した。かつては南行がラクヴィツェを通過していたが、2024年度より停車となった。2025年度より一日4往復に増発され、ラクヴィツェ、ザイェチー、シャクヴィツェは通過列車も設定された。

- ブルノ本駅 - ブルジェツラフ - ホドニーン
未明にホドニーン発ブルノ行が1本（土曜・休日は2本）、深夜にブルノ発ホドニーン行が、1本ずつ運行する。土曜・休日の北行1本は、ブルジェツラフ以北普通として運行する。ブルジェツラフ以東は330号線に直通する。南行は標準停車駅であるが、北行はモドルジツェにも停車し、さらにホドニーンから快速として運行する列車はラドナー、ヴラノヴィツェ、フルショヴァニにも停車する。
過去の運行形態
2020年末に一日1往復の運行を開始した。南行はラドナー、ヴラノヴィツェ、フルショヴァニにも停車していた他、平日はブルジェツラフ発であった。
2023年7月より、平日の南行がホドニーン始発となった。
2024年度より、土曜・休日に限りホドニーン発が2本に増発された。増発された列車は、ブルジェツラフ以南普通として運行する列車で、さらにラドナー、ヴラノヴィツェ、フルショヴァニ通過となった。

- ブルノ本駅 - ザイェチー　【10月の第二土曜日運行】
10月の第二土曜日限定で、一日2往復運行する。
2024年度以前は、ザイェチーを通過し、255号線に直通していた。また、一日1往復の運行であった。

- 過去の運行系統
  - ブルノ・クラーロヴォ・ポレ - ブルノ本駅 - シャトフ
2017年の春季、2018年春季・夏季の土曜日・休日のみ、一日1往復の運行。ブルノ以南は244号線に直通する。
  - クラーロヴォ・ポレ - ジデニツェ - シュンペルク/フレンシタート
2019年度限定で、平日と日曜日はシュンペルク方面発クラーロヴォ・ポレ行のみ、土曜日はクラーロヴォ・ポレ発フレンシタート行のみ、片道1本運行していた。ジデニツェ以東は340号線経由で300号線に直通していた。
  - ブルノ～ブルジェツラフ～ホドニーン
2019年以前運行。平日の朝・夕方のみ、2時間に1本運行していた。土曜日にはブルノ行が、日曜日にはホドニーン行がそれぞれ片道1本ずつ運行していた。ヴラノヴィツェ以南は252号線に直通していた。また、モドルジツェに停車していた。
2019年末に、特急に格上げとなった。
  - ブルノ本駅 - ブルジェツラフ　【金・土・日・月曜運行】
金・土・日曜の深夜にブルジェツラフ発ブルノ行が、月曜の未明にブルノ発ブルジェツラフ行が、1本ずつ運行していた。南行は途中ノンストップで、北行はヴラノヴィツェにのみ停車していた。
2021-23年度に運行していた。
  - エクスプレス・パーラヴァ・ポディイー号：　ブルノ・クラーロヴォ・ポレ - ブルジェツラフ - シャトフ　【春・夏の土曜・休日運行】
2017年以前は、夏季の土曜日・休日のみ、一日1往復の運行であった。ブルジェツラフ以南は246号線に直通していた。南行はブルノ - ブルジェツラフ間ノンストップで、北行はポヂヴィーンにのみ停車していた。休日の北行はブルノ止まりであった。
2018年は、春季の土曜日・休日の運行となり、ブルジェツラフまで短縮された。ポピツェ・ポヂヴィーンに停車する一方、ザイェチーはブルノ行に限り停車していた。
2019年以降、春季・夏季の運行となり、再びシャトフ発着となった。ポピツェとザイェチーは通過となった。
2025年度より運行休止。
  - レトヴィツェ → ブルノ →モドルジツェ　【平日運行】
2024年度に限り、平日限定で、一日あたり、片道1本のみ運行していた。ブルノ以北は260号線から直通していた。ジデニツェを通過していた。

### 普通
区間毎に、下記2系統に分かれている。
- ブルジェツラフ - シャクヴィツェ
2時間に1本の運行。
2020年以前は、下記のチシノフ発着系統と一体で、ブルジェツラフ - チシノフ間に運行していた。

- フストペチェ - ブルノ本駅 - チシノフ ( - ジヂャール)
毎時1本の運行。半数が、250号線のジヂャール方面に直通する。南行はホルニー・ヘルシピツェに停車するが、北行は原則通過する。上下とも、ヴォイコヴィツェとポポヴィツェを通過する。
過去の運行形態
2017年以前は、フストペチェ - シャクヴィツェの系統が1時間に1本（平日のみ）、ブルジェツラフ - シャクヴィツェ - チシノフとヴラノヴィツェ - チシノフ - ジチャ－ルの系統がそれぞれ2時間に1本の運行であった。また、休日深夜に、フストペチェ - ブルノ方面の列車が一日1往復運行していた。ヴォイコヴィツェとポポヴィツェは大多数が停車していた。
2017年末に、フストペチェ - シャクヴィツェ間が休日運行休止となった。
2019年度に限り、ブルノ下駅を経由していた。クラーロヴォ・ポレ - ジデニツェ - ブルノ本駅間の系統が別に用意され、30分-1時間に1本運行していた。
2020年末に、これら3系統が統合され、現在の運行形態となった。ヴラノヴィツェ - シャクヴィツェ間は増発となり、シャクヴィツェ - フストペチェ間は休日の運行を再開した。ヴォイコヴィツェとポポヴィツェは大多数が通過となった。

- チシノフ - ブルノ本駅 - フルショヴァニ - ジドロホヴィツェ
毎時1本の運行。原則、ホルニー・ヘルシピツェを通過する。
過去の運行形態
2019年以前は、チシノフ - ヴラノヴィツェ間に平日のみの運行であった。南行・北行とも大部分がポポヴィツェとヴォイコヴィツェに停車していた。また、南行の半数がホルニー・ヘルシピツェに停車していた。2019年度は、ブルノ下駅経由で運行していた。
2019年末に、チシノフ - ジドロホヴィツェのルートに変更となった。南行の半数がポポヴィツェとヴォイコヴィツェ通過、上下ともホルニー・ヘルシピツェ通過となった。クルジム - ジドロホヴィツェ間で休日の運行を開始した他、北行は平日の半数がブルノ本駅で分断された。
2020年末に、ポポヴィツェとヴォイコヴィツェは半数以上が停車となった。南行も、平日の半数がブルノ本駅で系統が分断された。
2023年7月以降、ブルノ本駅での乗換が解消し、大部分がチシノフ - ジドロホヴィツェ間の直通運転となった。
2024年度より、休日もチシノフ - ジドロホヴィツェ間の運行となった。

- 過去の運行系統
  - ブルジェツラフ → シャクヴィツェ → フストペチェ　【平日運行】
2020年以前、未明の片道1本のみ運行していた。
  - チシノフ → ブルノ下駅 → フルショヴァニ → ジドロホヴィツェ　【平日運行】
2020,21年度に限り、一日あたり、片道1本のみ運行していた。

### 臨時列車
- ミクロフ・ズノイモ方面エクスプレス（快速）
年1日、ズノイモ - ブルジェツラフ - ブルノ間に、1往復のみ運行する。ブルジェツラフ以南は246号線に直通する。250号線内は、上下ともシャクヴィツェ、ヴラノヴィツェ、フルショヴァニ、ライフラドに停車し、ブルノ行に限りポヂヴィーン、ザイェチーにも停車する。
2017年は、年2日の運行で、上下ともポヂヴィーン停車、ザイェチー・シャクヴィツェ通過で、ヴラノヴィツェ、フルショヴァニ、ライフラドはブルノ行にも停車していた。2018年は運休、2019年以降現在と同じ停車駅で、年1日の運行となった。

### 過去の運行種別
- 超特急「エクスプレス(Ex)」
2017年以前に、一日1往復、プラハ - ブルノ - ブルジェツラフ間に運行していた。ブルノ以北は260号線に直通していた。2017年末に、早朝便はレイルジェットに、夕方便はレギオジェット(RJ)に置き換えられた。
ブルジェツラフ→プラハは、早朝に「ズデニェク・フィビヒ」号が運行していた。2016年度に限り、超特急「インターシティ(IC)」として運行していた。
プラハ→ブルジェツラフは、夕方に「ヨセフ・レッセル」号が運行していた。これは2017年2月に運行を開始した。
2015年以前には、上下とも前述の「ズデニェク・フィビヒ」号が運行していた他、ブラチスラヴァ - クーティ - ブルジェツラフ間に「デヴィーン」号が週2回運行されていたが、前者はインターシティ(IC)に格上げされ、後者は休止となった。

- 寝台特急「ユーロナイト(EN)」
メトロポル号：　プラハ - ブルノ - クーティ - ブダペスト
2018年以前、一日1往復運行していた。一部車両はベルリン - ブルノ - ブルジェツラフ - ヴィーン間で運行され、この車両はブルジェツラフ以南でオーストリア国鉄901号線に直通し、「ショパン」号に併結されて運行していた。
2018年末に、ブルジェツラフ以北がインターシティ(IC)に連結される様になり、ブルジェツラフ以北では種別として消滅。

## 駅一覧
以下では、チェコ国鉄252号線の駅と営業キロ、停車列車、接続路線などを一覧表で示す。ブルジェツラフ以北のみを運行する列車種別についてはスロバキア国鉄110号線の項目を参照。

### 251号線：フストペチェ - ブルノ本駅 - チシノフ
- 種別
  - nj：超特急「ナイトジェット」
  - EN：寝台特急「ユーロナイト」
  - RJ：超特急「レイルジェット」
  - EC：超特急「ユーロシティ」
  - IC：超特急「インターシティ」
  - Rx：特急「特別リフリーク」
  - R：特急
  - Sp：快速
  - Os：普通
- 停車駅
  - ■印：全列車停車
  - ●印：一部通過
  - ○印：一部停車
  - ｜印：全列車通過

| 路線名 | 駅名                                   | 駅間営業キロ | 累計営業キロ       | 累計営業キロ         | 累計営業キロ          | nj | rj | EC | IC | RJ | Ex | R  | Sp | Os | 接続路線 | 所在地         | 所在地               |
| ------ | -------------------------------------- | ------------ | ------------------ | -------------------- | --------------------- | -- | -- | -- | -- | -- | -- | -- | -- | -- | --- | -------------- | -------------------- |
| 251    | フストペチェ・ウ・ブルナ駅             | -            |                    | フストペチェから 0.0 |                       |    |    |    |    |    |    |    |    | ■  | | 南モラヴィア州 | ブルジェツラフ郡     |
| 251    | シャクヴィツェ駅                       | 6.8          | ウィーンから 108.3 | 6.8                  |                       | ｜ | ｜ | ｜ | ｜ | ｜ | ｜ | ■  | ●  | ■  | ウィーン/ブダペスト方面 | 南モラヴィア州 | ブルジェツラフ郡     |
| 251    | ポピツェ駅                             | 3.0          | 111.3              | 9.8                  |                       | ｜ | ｜ | ｜ | ｜ | ｜ | ｜ | ｜ | ｜ | ●  | | 南モラヴィア州 | ブルジェツラフ郡     |
| 251    | ポウズドルジャニ駅                     | 3.4          | 114.7              | 13.2                 |                       | ｜ | ｜ | ｜ | ｜ | ｜ | ｜ | ｜ | ｜ | ●  | | 南モラヴィア州 | ブルジェツラフ郡     |
| 251    | ヴラノヴィツェ駅                       | 3.2          | 117.9              | 16.4                 |                       | ｜ | ｜ | ｜ | ｜ | ｜ | ｜ | ｜ | ○  | ■  | | 南モラヴィア州 | ブルノ・ヴェンコフ郡 |
| 251    | ジャブチツェ駅                         | 5.4          | 123.3              | 21.8                 |                       | ｜ | ｜ | ｜ | ｜ | ｜ | ｜ | ｜ | ｜ | ■  | | 南モラヴィア州 | ブルノ・ヴェンコフ郡 |
| 251    | フルショヴァニ・ウ・ブルナ駅           | 2.5          | 125.8              | 24.3                 |                       | ｜ | ｜ | ｜ | ｜ | ｜ | ｜ | ｜ | ○  | ■  | ジドロホヴィツェ方面 | 南モラヴィア州 | ブルノ・ヴェンコフ郡 |
| 251    | ヴォイコヴィツェ・ナド・スヴラトコウ駅 | 2.5          | 128.3              | 26.8                 |                       | ｜ | ｜ | ｜ | ｜ | ｜ | ｜ | ｜ | ｜ | ●  | | 南モラヴィア州 | ブルノ・ヴェンコフ郡 |
| 251    | ライフラド駅                           | 3.3          | 131.6              | 30.1                 |                       | ｜ | ｜ | ｜ | ｜ | ｜ | ｜ | ｜ | ｜ | ■  | | 南モラヴィア州 | ブルノ・ヴェンコフ郡 |
| 251    | ポポヴィツェ・ウ・ライフラドゥ駅       | 2.0          | 133.6              | 32.1                 |                       | ｜ | ｜ | ｜ | ｜ | ｜ | ｜ | ｜ | ｜ | ●  | | 南モラヴィア州 | ブルノ・ヴェンコフ郡 |
| 251    | モドルジツェ駅                         | 3.4          | 137.0              | 35.5                 |                       | ｜ | ｜ | ｜ | ｜ | ｜ | ｜ | ○  | ○  | ■  | ブルノ下駅方面 | 南モラヴィア州 | ブルノ・ヴェンコフ郡 |
| 251    | ホルニー・ヘルシピツェ駅               | 3.7          | 140.7              | 39.2                 |                       | ｜ | ｜ | ｜ | ｜ | ｜ | ｜ | ｜ | ｜ | ○  | | 南モラヴィア州 | ブルノ・ヴェンコフ郡 |
| 251    | ブルノ本駅                             | 2.8          | 143.5              | 42.0                 | ブルノ分岐点から -2.3 | ■  | ■  | ■  | ■  | ■  | ■  | ■  | ■  | ■  | 240号線（プルゼニ方面）、244号線（ボフチツェ方面） 260号線（クルジェノヴィツェ方面） 300号線（オストラヴァ方面）、340号線（ウヘルスケー・フラヂシチェ方面） | 南モラヴィア州 | ブルノ市             |
| 251    | ブルノ・ジデニツェ駅                   | 2.5          |                    | 44.5                 | 0.2                   | ｜ | ｜ | ｜ | ｜ | ●  |    | ｜ | ○  | ■  | ブルノ下駅方面、340号線（ネソヴィツェ方面） | 南モラヴィア州 | ブルノ市             |
| 251    | ブルノ・レスナー駅                     | 5.9          |                    | 50.4                 | 6.1                   |    |    |    |    |    |    | ｜ | ■  | ■  | | 南モラヴィア州 | ブルノ市             |
| 251    | ブルノ・クラーロヴォ・ポレ駅           | 2.4          |                    | 52.8                 | 8.5                   |    |    |    |    |    |    | ■  | ■  | ■  | | 南モラヴィア州 | ブルノ市             |
| 251    | ブルノ・ルジェチコヴィツェ駅           | 2.4          |                    | 55.2                 | 10.9                  |    |    |    |    |    |    | ｜ | ｜ | ■  | | 南モラヴィア州 | ブルノ市             |
| 251    | チェスカー駅                           | 4.6          |                    | 59.8                 | 15.5                  |    |    |    |    |    |    | ｜ | ｜ | ●  | | 南モラヴィア州 | ブルノ・ヴェンコフ郡 |
| 251    | クルジム駅                             | 3.2          |                    | 63.0                 | 18.7                  |    |    |    |    |    |    | ○  | ■  | ■  | | 南モラヴィア州 | ブルノ・ヴェンコフ郡 |
| 251    | チェビーン駅                           | 6.5          |                    | 69.5                 | 25.2                  |    |    |    |    |    |    | ｜ | ｜ | ■  | | 南モラヴィア州 | ブルノ・ヴェンコフ郡 |
| 251    | フラドチャニ駅                         | 2.6          |                    | 72.1                 | 27.8                  |    |    |    |    |    |    | ｜ | ｜ | ■  | | 南モラヴィア州 | ブルノ・ヴェンコフ郡 |
| 251    | チシノフ駅                             | 2.2          |                    | 74.3                 | 30.0                  |    |    |    |    |    |    | ■  | ■  | ■  | 250号線（プラハ方面）、256号線（ビストルジツェ方面） | 南モラヴィア州 | ブルノ・ヴェンコフ郡 |

### 251号線：ジデニツェ - ブルノ下駅 - モドルジツェ（臨時列車用）
- 種別
  - Os：普通
- 停車駅
  - ■印：全列車停車
  - ●印：一部通過
  - ○印：一部停車
  - ｜印：全列車通過

| 路線名 | 駅名                 | 駅間営業キロ | 累計営業キロ | Os | 接続路線                                                                            | 所在地         | 所在地               |
| ------ | -------------------- | ------------ | ------------ | -- | ----------------------------------------------------------------------------------- | -------------- | -------------------- |
| 251    | モドルジツェ駅       | -            | 0.0          | ■  | ヴラノヴィツェ方面、ブルノ本駅方面                                                  | 南モラヴィア州 | ブルノ・ヴェンコフ郡 |
| 251    | ブルノ下駅           | 5.6          | 5.6          | ■  |                                                                                     | 南モラヴィア州 | ブルノ市             |
| 251    | ブルノ・ジデニツェ駅 | 3.4          | 9.0          | ■  | チシノフ方面、ブルノ本駅方面 260号線（プラハ方面方面）、340号線（ネソヴィツェ方面） | 南モラヴィア州 | ブルノ市             |

### 251号線：フルショヴァニ - ジドロホヴィツェ
- 種別
  - Os：普通
- 停車駅
  - ■印：全列車停車
  - ●印：一部通過
  - ○印：一部停車
  - ｜印：全列車通過

| 路線名 | 駅名                         | 駅間営業キロ | 接続路線                         | 所在地         | 所在地               |
| ------ | ---------------------------- | ------------ | -------------------------------- | -------------- | -------------------- |
| 251    | フルショヴァニ・ウ・ブルナ駅 | -            | ブルジェツラフ方面、チシノフ方面 | 南モラヴィア州 | ブルノ・ヴェンコフ郡 |
| 251    | ジドロホヴィツェ駅           | 2.7          |                                  | 南モラヴィア州 | ブルノ・ヴェンコフ郡 |

### 252号線：クーティ - シャクヴィツェ
- 種別
  - nj：寝台特急「ナイトジェット」
  - EN：寝台特急「ユーロナイト」
  - RJ：超特急「レイルジェット」
  - EC：超特急「ユーロシティ」
  - IC：超特急「インターシティ」
  - Rx：特急「特別リフリーク」
  - R：特急
  - Sp：快速
  - Os：普通
- 停車駅
  - ■印：全列車停車
  - ●印：一部通過
  - ○印：一部停車
  - ｜印：全列車通過

| 路線名 | 駅名                    | 駅間営業キロ | 累計営業キロ      | 累計営業キロ            | nj | rj | EC | IC | RJ | Ex | R  | Sp | Os | 接続路線                                                                                            | 所在地         | 所在地           |
| ------ | ----------------------- | ------------ | ----------------- | ----------------------- | -- | -- | -- | -- | -- | -- | -- | -- | -- | --------------------------------------------------------------------------------------------------- | -------------- | ---------------- |
| 110    | クーティ駅              | -            |                   | ブルジェツラフから 18.4 |    |    | ■  |    | ｜ |    |    |    | ■  | スロバキア国鉄 110号線（ブダペスト方面） 114号線（スカリツァ方面）、116号線（トルナヴァ方面）       | トルナヴァ県   | セニツァ郡       |
| 110    | ブロヅケー駅            | 4.2          |                   | 14.2                    |    |    | ｜ |    | ｜ |    |    |    | ■  | | トルナヴァ県   | スカリツァ郡     |
| 252    | ランジホト駅(休止中 *1) |              |                   | (7.8)                   |    |    | ｜ |    | ｜ |    |    |    |    | | 南モラヴィア州 | ブルジェツラフ郡 |
| 252    | ブルジェツラフ駅        | 14.2         | ウィーンから 83.1 | 0.0                     | ■  | ■  | ■  | ■  | ■  | ■  | ■  | ■  | ■  | 246号線（ズノイモ方面）、330号線（ワルシャワ方面） オーストリア国鉄901号線（ウィーン/グラーツ方面） | 南モラヴィア州 | ブルジェツラフ郡 |
| 252    | ラドナー駅              | 7.7          | 90.8              | 7.7                     | ｜ | ｜ | ｜ | ｜ | ｜ | ｜ | ｜ | ○  | ●  | | 南モラヴィア州 | ブルジェツラフ郡 |
| 252    | ポヂヴィーン駅          | 3.4          | 94.2              | 11.1                    | ｜ | ｜ | ｜ | ｜ | ｜ | ｜ | ■  | ■  | ■  | | 南モラヴィア州 | ブルジェツラフ郡 |
| 252    | ラクヴィツェ駅          | 4.1          | 98.3              | 15.2                    | ｜ | ｜ | ｜ | ｜ | ｜ | ｜ | ○  | ●  | ■  | | 南モラヴィア州 | ブルジェツラフ郡 |
| 252    | ザイェチー駅            | 3.9          | 102.2             | 19.1                    | ｜ | ｜ | ｜ | ｜ | ｜ | ｜ | ■  | ●  | ■  | 255号線（ホドニーン方面）                                                                           | 南モラヴィア州 | ブルジェツラフ郡 |
| 252    | シャクヴィツェ駅        | 6.1          | 108.3             | 25.2                    | ｜ | ｜ | ｜ | ｜ | ｜ | ｜ | ■  | ●  | ■  | プラハ方面、フストペチェ方面                                                                        | 南モラヴィア州 | ブルジェツラフ郡 |

(*1): 2021年12月以降休止。